# Poligny (Hautes-Alpes)
Poligny ist eine französische Gemeinde mit 337 Einwohnern (Stand: 1. Januar 2022) im Département Hautes-Alpes in der Region Provence-Alpes-Côte d’Azur. Sie gehört zum Arrondissement Gap und zum Kanton Saint-Bonnet-en-Champsaur.

## Geografie
Im Nordosten bildet der Fluss Drac die Grenze zu Aubessagne und Saint-Bonnet-en-Champsaur mit Bénévent-et-Charbillac. Parallel zu diesem Fließgewässer verläuft die Route nationale 85, vereint mit der Route Napoléon. Die weiteren Nachbargemeinden sind La Fare-en-Champsaur im Südosten, Gap im Süden und Le Noyer im Westen.

## Bevölkerungsentwicklung
| Einwohner                  | 270 | 262 | 232 | 219 | 237 | 230 | 285 | 344 |
| Quellen: Cassini und INSEE |     |     |     |     |     |     |     |     |

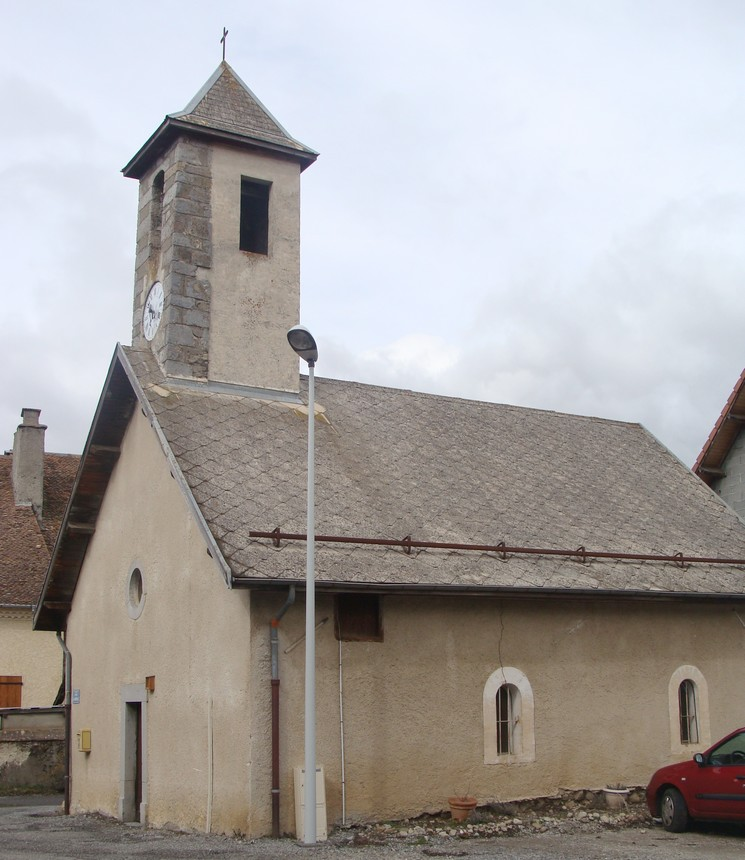
Kapelle von Villeneuve
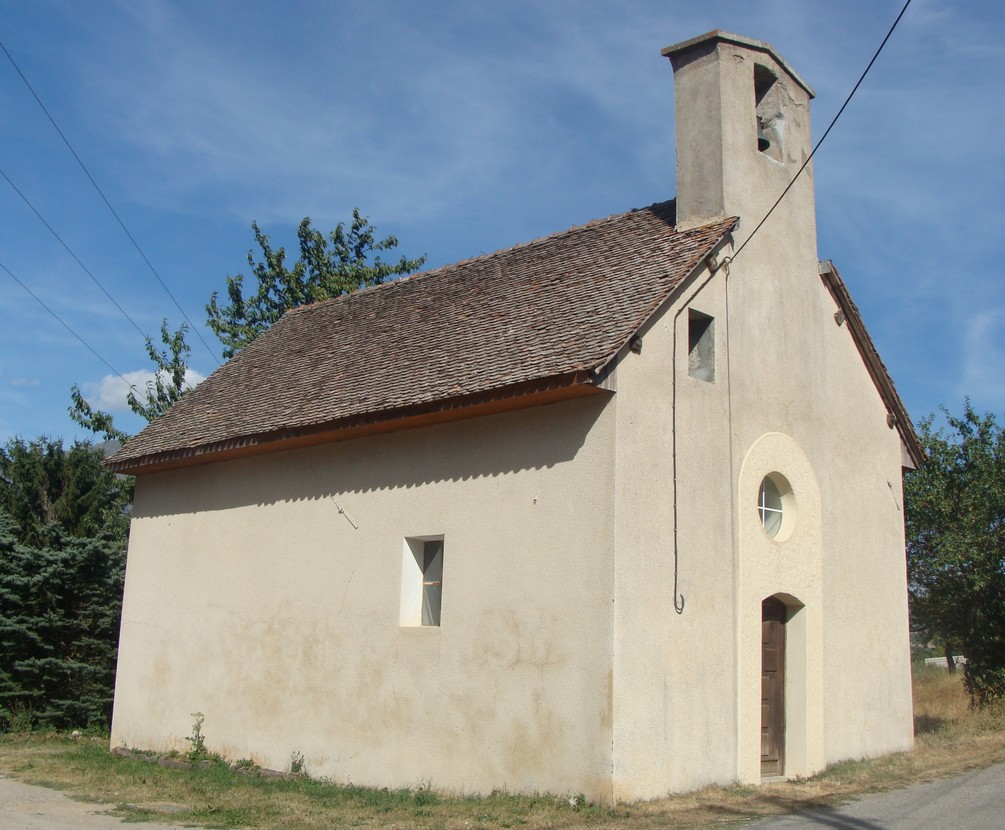
Les Forestons, Kapelle
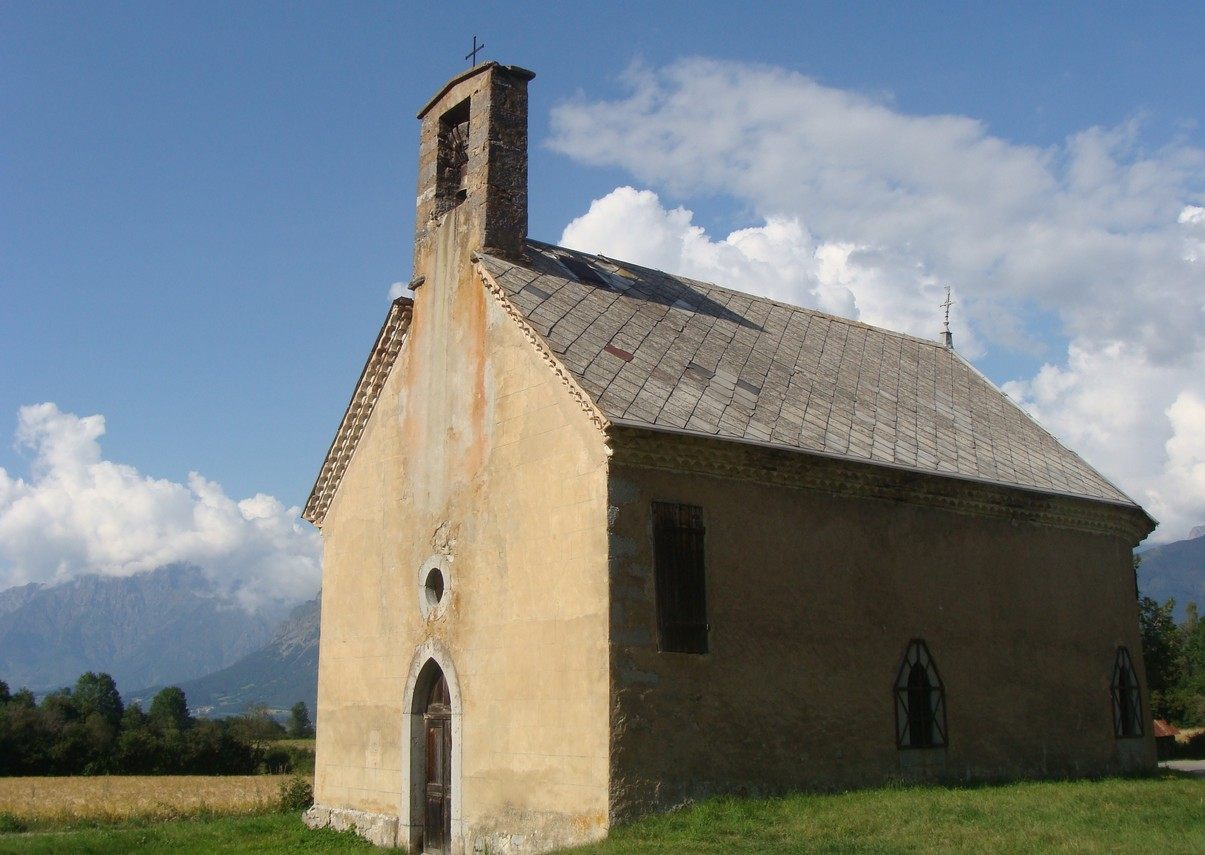
Kapelle Saint-Étienne
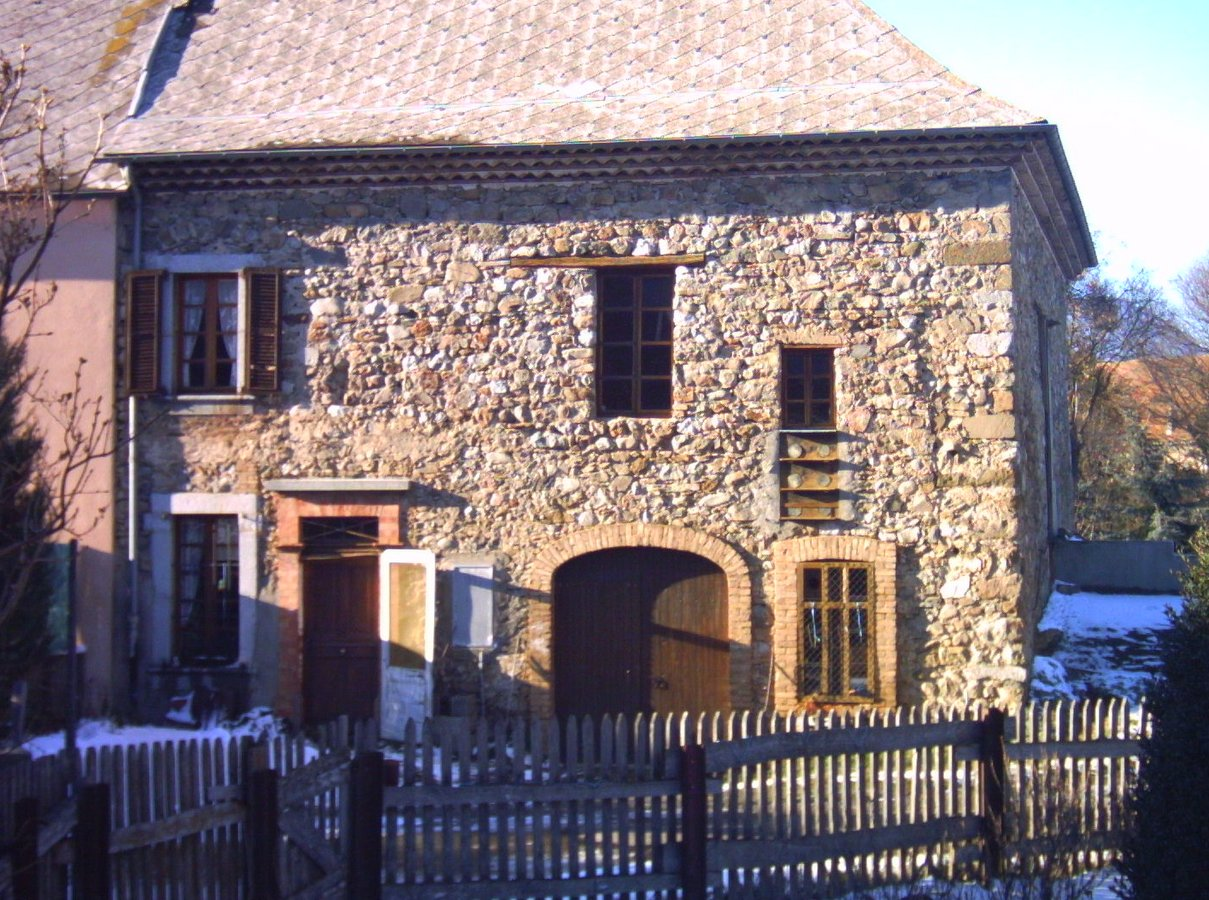
Haus in traditionellem Baustil